# کارلوش مانه
کارلوش مانه (پرتغالی: Carlos Mané؛ زادهٔ ۱۱ مارس ۱۹۹۴) یک بازیکن فوتبال اهل پرتغال است که در پست وینگر برای اسپورتینگ لیسبون بازی می‌کند.

## افتخارات

### باشگاهی
اسپورتینگ لیسبون
- جام حذفی فوتبال پرتغال: ۱۵–۲۰۱۴
- سوپر جام فوتبال پرتغال: ۲۰۱۵

### ملی
- مسابقات قهرمانی زیر ۲۱ سال اروپا: نائب فهرمان ۲۰۱۵